# Journois (Terre-Neuve-et-Labrador)
Journois  est une communauté, située sur l'Île de Terre-Neuve, dans la province de Terre-Neuve-et-Labrador, au Canada.